# Liste des gares du Val-de-Marne
La liste des gares situées dans le Val-de-Marne est indiquée ci-après.

## Gares en service

### RER A
- Tronc commun
  - Gare de Vincennes

- Branche A2
  - Gare de Fontenay-sous-Bois
  - Gare de Nogent-sur-Marne
  - Gare de Joinville-le-Pont
  - Gare de Saint-Maur - Créteil
  - Gare du Parc de Saint-Maur
  - Gare de Champigny
  - Gare de La Varenne - Chennevières
  - Gare de Sucy - Bonneuil
  - Gare de Boissy-Saint-Léger

- Branche A4
  - Gare du Val de Fontenay
  - Gare de Bry-sur-Marne (RATP)

### RER B
- Gare de Gentilly
- Gare de Laplace
- Gare d'Arcueil - Cachan
- Gare de Bagneux[1]

### RER C
- Tronc commun
  - Gare d'Ivry-sur-Seine
  - Gare de Vitry-sur-Seine
  - Gare des Ardoines
  - Gare de Choisy-le-Roi

- Branches C2, C12
  - Gare des Saules
  - Gare d'Orly-Ville
  - Gare du Pont de Rungis - Aéroport d'Orly (terminus C12)
  - Gare de Rungis - La Fraternelle

- Branches C4, C6, C8
  - Gare de Villeneuve-le-Roi
  - Gare d'Ablon

### RER D
- Gare de Maisons-Alfort - Alfortville
- Gare du Vert de Maisons
- Gare de Créteil-Pompadour
- Gare de Villeneuve-Triage
- Gare de Villeneuve-Saint-Georges

### RER E
- Gare du Val de Fontenay
- Gare de Nogent - Le Perreux
- Gare des Boullereaux-Champigny
- Gare de Villiers-sur-Marne - Le Plessis-Trévise

### Gares de fret
- Gare de Rungis MIN
- Gare de triage de Valenton
- Gare de triage de Villeneuve-Saint-Georges

## Gares fermées ou disparues
- Ligne de Paris-Lyon à Marseille-Saint-Charles
  - Gare de Charenton
  - Gare de Villeneuve-Prairie

- Ligne de Paris-Bastille à Marles-en-Brie
  - Gare de Limeil-Brévannes
  - Gare de Mandres-les-Roses
  - Gare de Nogent - Vincennes
  - Gare de Saint-Mandé
  - Gare de Santeny - Servon
  - Gare de Villecresnes

- Ligne de Bobigny à Sucy - Bonneuil (variante de la ligne de la grande ceinture de Paris)
  - Gare de Bry-sur-Marne (SNCF)
  - Gare de Chennevières-sur-Marne-Grande-Ceinture